# Катастрофа Ан-2 под Ханабадом
Катастро́фа Ан-2 под Ханаба́дом — авиационная катастрофа, произошедшая 29 октября 1991 года в Нагорном Карабахе. Самолёт Ан-2 Евлахской авиационной компании «АЗАЛ-Агро» выполнял рейс по маршруту Ходжалы—Евлах, но был сбит огнём с земли в ходе армяно-азербайджанского вооружённого конфликта в Карабахе и рухнул в 1 км к северу от села Ханабад Аскеранского района НКАО. Погибли все находившиеся на его борту 7 человек — 5 пассажиров и оба пилота.

## Самолёт
Ан-2 (регистрационный номер СССР-40704, заводской 1G215-02) был выпущен в 1985 году.

## Экипаж и пассажиры
Самолётом управляли два пилота:
- командир воздушного судна (КВС) — Асад Асадов, пилот с 14-летним стажем[2]. Налетал около 9 000 часов[3].
- второй пилот — Хикмет Мурадов, 22-летний пилот, окончивший Краснокутское лётное училище гражданской авиации в этом же году[4].

Пассажирами на борту самолёта были следующие сотрудники государственного концерна «Азербайджанские авиалинии»:
- Ахмедага Бахшиев, инженер узла связи Евлахского аэропорта;
- Джейхун Баширов, агент по организации и обслуживанию воздушных перевозок в Ходжалинском аэропорту;
- Юрис Мисиров, инженер по поддержке светотехнического оборудования Евлахского аэропорта;
- Гамлет Раджабов, заместитель начальника Ходжалинского аэропорта;
- Азад Садыгов, диспетчер службы управления воздушным движением Евлахского аэропорта.

Указом исполняющего обязанности президента Азербайджанской Республики Ягуба Мамедова № 677 от 14 апреля 1992 года погибшие в авиакатастрофе пилоты и пассажиры «за мужество, проявленное при исполнении служебного долга в нагорной части Карабаха», были награждены Почётной грамотой (посмертно).
Указом президента Азербайджанской Республики Абульфаза Эльчибея № 337 от 25 ноября 1992 года пилотам самолёта «за личное мужество и отвагу, проявленные во время защиты суверенитета и территориальной целостности Азербайджанской Республики», посмертно было присвоено звание Национального героя Азербайджана.

## Катастрофа
По словам азербайджанского историка Мехмана Сулейманова, после начала Карабахского конфликта аэропорт близ Ходжалы использовался армянскими силами для переброски оружия и боеприпасов. Для предотвращения этого азербайджанские войска взяли аэропорт под свой контроль и отстранили состоявший из армян технический персонал от работы в аэропорту. В связи с этим работа в аэропорту была поручена сотрудникам Евлахского аэропорта. Каждый день в Ходжалинский аэропорт из Евлаха доставлялись специалисты для работы над инженерно-техническим оборудованием, которые затем возвращались обратно. Потерпевший катастрофу самолёт выполнял один из таких полётов. Утром 29 октября самолёт Ан-2 доставил технический персонал в Ходжалинский аэропорт и затем возвращался с ними обратно.
В 15:30 в 1 км к северу от села Ханабад Аскеранского района самолёт потерпел крушение на высоте 320 метров. Первоначально без проведения расследования было объявлено, что самолёт в тумане налетел на гору и разбился. Эта версия была озвучена и в вечернем выпуске новостей по телевидению. Согласно Сулейманову, это было сделано специально чтобы скрыть от общественности республики истинную причину крушения.
Позднее выяснилось, что самолёт был сбит огнём с земли из стрелкового оружия 7,62 мм. Согласно азербайджанским источникам, самолёт был сбит армянскими силами.
Как отмечает Сулейманов, из-за случившегося через 22 дня крушения вертолёта Ми-8 близ села Каракенд с высокопоставленными лицами республики на борту истории с крушением Ан-2 не было уделено должного внимания. Если бы в связи с крушением самолёта были приняты соответствующие меры и его причины были расследованы, то катастрофы с вертолётом близ села Каракенд и последующей катастрофы вертолёта Ми-8 близ Шуши в январе 1992 года, по мнению Сулейманова, вероятно, можно было бы избежать.